# Inside the Park Homerun
Inside the Park Homerun je pražský baseballový tým složený z mladých hráčů z Prahy a Brna, fungující od roku 2010. Od téhož roku se pravidelně zúčastňuje prestižního turnaje Poslední Homerun, který již dvakrát vyhráli (v roce 2011 ve finále proti týmu Cesena Elephas z Itálie a v roce 2013 ve finále proti týmu Beer Stars z České republiky.)

## Soupiska týmu v roce 2013
- Aubrecht Ivan
- Aubrecht Milan
- Burian Tomáš
- Blažka Ondřej
- Jarošík Richard
- Matoušek Oliver
- Novák Jan
- Studený Jan
- Suchánek Eduard
- Šmidt Viktor
- Vítek Daniel
- Vohánka Karel
- Záruba Vojtěch

## Úspěchy
- Vítěz turnaje Poslední Homerun - 2011, 2013
- Jan Novák držitel Posledního Homerunu - 2012, 2013